# Bremervörder Zeitung
Die Bremervörder Zeitung ist eine regionale Tageszeitung, die im Raum Bremervörde, Gnarrenburg und Selsingen erscheint. Herausgeber ist die Verlagsgesellschaft Borgardt mbH & Co. KG, bei der ebenfalls die wöchentlichen Anzeigenblätter Rundschau und Sonntagsjournal erscheinen. Ihren überregionalen Mantel erhält die Bremervörder Zeitung als Mitglied der Redaktionsgemeinschaft Nordsee von der Nordsee-Zeitung in Bremerhaven. Seit 1992 erscheint die Zeitung als Morgenzeitung und wird seit Januar 2012 im Druckzentrum Nordsee in Bremerhaven gedruckt. Die verkaufte Auflage beträgt 5089 Exemplare, ein Minus von 37 Prozent seit 1998.

## Geschichte
Aufgrund einer voreiligen Entscheidung des britischen Stadtkommandanten erschien die Bremervörder Zeitung am Freitag, 22. Juni 1945 für einen Tag als inoffiziell erste Nachkriegszeitung in den westlichen Besatzungsgebieten, was ihr einen Eintrag im Guinness Buch der Rekorde verschafft. Vor dem Erscheinen am darauffolgenden Montag, dem 25. Juni 1945, widerrief das britische Hauptquartier in Hamburg die erteilte Genehmigung und so konnte die Bremervörder Zeitung erst wieder am 1. Oktober 1949 erscheinen.

## Auflage
Die Bremervörder Zeitung hat wie die meisten deutschen Tageszeitungen in den vergangenen Jahren an Auflage eingebüßt. Die verkaufte Auflage ist in den vergangenen 10 Jahren um durchschnittlich 2,6 % pro Jahr gesunken. Im vergangenen Jahr hat sie um 5,1 % abgenommen. Sie beträgt gegenwärtig 5089 Exemplare. Der Anteil der Abonnements an der verkauften Auflage liegt bei 89,7 Prozent.
| 1998 | 1999 | 2000 | 2001 | 2002 | 2003 | 2004 | 2005 | 2006 | 2007 | 2008 | 2009 | 2010 | 2011 | 2012 | 2013 | 2014 | 2015 | 2016 | 2017 | 2018 | 2019 | 2020 | 2021 | 2022 | 2023 | 2024 |
| ---- | ---- | ---- | ---- | ---- | ---- | ---- | ---- | ---- | ---- | ---- | ---- | ---- | ---- | ---- | ---- | ---- | ---- | ---- | ---- | ---- | ---- | ---- | ---- | ---- | ---- | ---- |
| 8080 | 8030 | 7984 | 7896 | 7801 | 7659 | 7585 | 7504 | 7358 | 7307 | 7209 | 7074 | 7000 | 6857 | 6772 | 6625 | 6629 | 6560 | 6489 | 6318 | 6187 | 6124 | 6006 | 5907 | 5613 | 5365 | 5089 |